# Skaland
Skaland  er en bygd der er administrationscenter i Berg kommune på øen Senja i Troms og Finnmark fylke i Norge. Bygden ligger ved Bergsfjorden og har omkring 200 indbyggere. 
Skaland grænser i vest til Bøvær, i nord til Steinfjord, i øst til Bergsbotn og over fjorden mod syd  til Strømsnes.
På Skaland er der en grafitmine, son er stedets  vigtigste virksomhed. Der er også et minedriftsmuseum. For nylig blev der fundet nye forekomster ved Trælen, ud for Steinfjord, og i den anledning blev der bygget en 6 km lang vej der til.
Bygden har også dagligvareforretning, børnehave og børne- og ungdomsskole (1.-10. klasse) med ca. 50-60 elever.  
Skaland grenser i vest til Bøvær, i nord til Steinfjord, i øst til Bergsbotn og over fjorden i syd til Strømsnes.

69°26′45″N 17°17′30″Ø / 69.44583°N 17.29167°Ø